# Venere Anadiomene (Chassériau)
La Venere Anadiomene (Vénus anadyomène), anche nota come Venere marina (Vénus marine), è un dipinto realizzato da Théodore Chassériau, che illustra la nascita di Venere ed è esposto al museo del Louvre.

## Storia
Il dipinto venne esposto al Salone di pittura e di scultura nel 1839, assieme a un quadro sull'episodio di Susanna e i vecchioni. Fu con queste due opere che Chassériau, allora diciannovenne, si affermò per la prima volta sulla scena artistica francese e attirò l'attenzione di alcuni critici.

## Descrizione
Chassériau fu un allievo del pittore neoclassico Jean-Auguste-Dominique Ingres, che nel 1808 realizzò un dipinto avente come tema proprio la nascita di Venere. Forse fu proprio a Ingres che Chassériau si ispirò per questa tela. Rispetto al quadro del suo maestro, dove Venere sta appena uscendo dall'acqua, Chassériau dipinse la divinità dell'amore quando questa è già giunta a riva, mentre si asciuga i lunghi capelli biondi. Ai suoi piedi si nota la grande conchiglia sopra la quale viene rappresentata nella storia dell'arte dai tempi della Nascita di Venere del Botticelli, mentre dalla parte opposta si trovano delle conchiglie più piccole. Dietro Venere si trova un paesaggio marino dipinto con delle tonalità scure. Una metà del corpo della donna è illuminata da un raggio di sole che la mette in risalto, mentre l'altra è immersa in un'ombra più triste e malinconica.
Sia quest'opera che la Susanna al bagno raffigurano due donne in piedi accanto all'acqua, ma sono presenti alcune differenze: l'ambientazione della Venere Anadiomene è marina, allorché quella della Susanna nel bagno è una sorgente in un bosco; c'è un contrasto tra la dea immacolata e Susanna, esposta allo sguardo dei vecchioni. La figura nuda o seminuda con le braccia alzate era uno dei temi preferiti di Chassériau, che lo riprese in opere come Ester al bagno (1841), Apollo e Dafne (1841) e il Tepidarium (1844).